# Lingua sami di Kemi
La lingua sami di Kemi era una lingua sami parlata in Finlandia, nella parte meridionale della Lapponia.

## Storia
È una lingua estinta già dal XIX secolo. Di questa lingua, scritta con i caratteri dell'alfabeto latino, sono rimaste alcune melopee, un piccolo dizionario svedese/sami di Kemi pubblicato nel 1829 da Jacob Fellman, e alcune poesie tradotte in svedese.